# Torrecampo
Torrecampo – gmina w Hiszpanii, w prowincji Kordoba, w Andaluzji, o powierzchni 196,54 km². W 2011 roku gmina liczyła 1249 mieszkańców.